# 薩格拉瓦格拉山 (馬里亞斯區)
9°35′44″S 76°29′33″W / 9.59556°S 76.49250°W
薩格拉瓦格拉山（Saqra Waqra），是秘魯的山峰，位於該國中部瓦努科大區，由五月二日省的馬里亞斯區負責管轄，屬於安地斯山脈的一部分，海拔高度4,000米。